# Кубок Австрії з футболу 1919—1920
Кубок Австрії з футболу 1919—1920 — 2-й розіграш турніру. Переможцем змагань вдруге поспіль став столичний клуб «Рапід».

## Чвертьфінали
| Команда 1       | Рахунок | Команда 2          |
| --------------- | ------- | ------------------ |
| 13 травня 1920  |         |                    |
| «Флорідсдорфер» | 2:2     | «Аматоре»          |
| «Хакоах»        | 4:1     | «Штурм 1907»       |
| «Нюссдорфер»    | 0:6     | «Вінер Шпорт-Клуб» |
| «Рудольфшюгель» | 1:2     | «Рапід»            |

## Півфінали
| Команда 1      | Рахунок | Команда 2          |
| -------------- | ------- | ------------------ |
| 16 травня 1920 |         |                    |
| «Хакоах»       | 1:3     | «Аматоре»          |
| 23 травня 1920 |         |                    |
| «Рапід»        | 1:0     | «Вінер Шпорт-Клуб» |

## Матч за 3 місце
| Команда 1          | Рахунок | Команда 2 |
| ------------------ | ------- | --------- |
| 3 липня 1920       |         |           |
| «Вінер Шпорт-Клуб» | 3:1     | «Хакоах»  |

## Фінал
| 4 липня 1920 |

| «Рапід»                                              | 5 — 2  | «Аматоре»                       |
| ---------------------------------------------------- | ------ | ------------------------------- |
| 8' Вондрак 25' Бауер 29' Уріділь 84' Кутан 88' Візер | (Звіт) | 32' Трінкль 51' (пен.) К.Конрад |

| «Зіммерінгер Шпортплац», Відень Глядачів: 25 000 Арбітр: Гайнріх Речурі |

| Рапід          |                     |
|                |                     |
| ВР             | Август Краупар      |
| ЗХ             | Франц Шедиві        |
| ЗХ             | Вінценц Діттріх     |
| ПЗ             | Леопольд Ніч        |
| ПЗ             | Йозеф Брандштеттер  |
| ПЗ             | Леопольд Грундвальд |
| НП             | Карл Вондрак        |
| НП             | Йозеф Уріділь       |
| НП             | Ріхард Кутан        |
| НП             | Едуард Бауер        |
| НП             | Густав Візер        |
| Тренер:        |                     |
| Діонис Шенекер |                     |

| Аматоре       |                     |
|               |                     |
| ВР            | Вільгельм Майсль    |
| ЗХ            | Александер Попович  |
| ЗХ            | Віктор Левенфельд   |
| ПЗ            | Карл Курц           |
| ПЗ            | Єне Конрад          |
| ПЗ            | Отто Фухс           |
| НП            | Йозеф Трінкль       |
| НП            | Франц Гансль        |
| НП            | Кальман Конрад      |
| НП            | Вільгельм Морокутті |
| НП            | Йоганн Шмід         |
| Тренер:       |                     |
| Йоганн Андрес |                     |